# Anomobryum compressulum
Anomobryum compressulum är en bladmossart som beskrevs av Brotherus 1903. Anomobryum compressulum ingår i släktet Anomobryum och familjen Bryaceae. Inga underarter finns listade i Catalogue of Life.